# Yuu Yabuuchi
Yuu Yabuuchi (やぶうち 優, Yabuuchi Yū, nascuda l'1 de desembre de 1969 en Nishinomiya) és una mangaka japonesa que està especialitzat en manga shōjo. Els treballs més famosos de Yuu Yabuchi són Mizuiro Jidai, Shōjo-Shōnen, i Naisho no Tsubomi. El tema central dels seus mangues és el desenvolupament psicològic i emocional dels xics i xiques pre-adolescents i els romanços que sorgixen entre ells. Els seus treballs són precisament populars entra la gent d'eixa franja d'edat que tracta a les seues obres. Rebé en 2009 el Shogakukan Manga Award per manga per a xiquets amb Naisho no Tsubomi.
Els seus temes favorits per dibuixar són els trens i els pardals (especialment el Java Sparrow).

## Treballs
- Kimi ni straight
- Mizuiro Jidai
- Karen
- Onegai! Nulti kun
- Shōjo-Shōnen
- O chara ka hoi
- Midori no tsubasa
- Pure pure
- EVE Shōjo no Tamago
- Naisho no Tsubomi
- Anicon
- Hitohira no Koi ga Furu